# احمد بهزاد
احمدشاه بهزاد (زاده ۲۴ عقرب/آبان ۱۳۵۳ در هرات) سیاستمدار افغانستانی و از قوم هزاره است. وی نماینده مردم هرات در دوره‌های پانزدهم و شانزدهم مجلس نمایندگان افغانستان، و از اعضای شورای عالی جنبش روشنایی نیز می‌باشد.

## زندگی‌نامه
احمد بهزاد متولد ۲۴ عقرب/آبان ۱۳۵۳ در هرات است. وی در سن یازده سالگی و با افزایش جنگ در سال ۱۳۶۴ به همراه خانواده به ایران مهاجرت می‌کند و در مشهد ساکن می‌شود. وی در ایران تحصیلات ابتدایی خود را در مدارس خودگردان مهاجرین ادامه داد و در سال ۱۳۷۰ توانست به مدارس ایران راه یابد اما نتوانست تحصیلات دوره لیسه/دبیرستان خود را به اتمام برساند. فعالیت سیاسی وی با عضویت در حزب وحدت اسلامی افغانستان آغاز می‌شود و چندین بار توسط دولت ایران دستگیر و به زندان فرستاده می‌شود.

## مجلس نمایندگان

### دوره پانزدهم
احمد بهزاد در دوره پانزدهم مجلس نمایندگان افغانستان توانست در پارلمان حضور یابد و به نائب دومی پارلمان افغانستان نیز رسید.

### دوره شانزدهم
وی در دوره شانزدهم مجلس نمایندگان افغانستان برای بار دوم خود را از طرف مردم هرات نماینده کرد. در همان ابتدا وی با مشکلاتی روبروشد روزنامه آرمان ملی خبری را منتشر کرد که محمد اسماعیل‌خان از رهبران جهادی و چهره بانفوذ در هرات تلاش دارد که مانع از حضور وی در پارلمان شود. احمد بهزاد در صفحه فیسبوکش نیز خبر از باطل شدن و دستبرد به آراء خودش داد اما تمامی این اقدامات بی‌نتیجه بود و وی توانست به پارلمان راه یابد.

#### تعلیق عضویت
پارلمان افغانستان در ۲۱ حمل ۱۳۹۶ مصوبه‌ای را در خصوص اصول وظایف داخلی پارلمان افغانستان به تصویب رساند که در نتیجه آن اگر نماینده‌ای ۲۰ روز به‌طور مداوم در جلسات عمومی مجلس حضور نداشته باشد، عضویت آن لغو و امتیازات مربوط به نمایندگی پارلمان از او سلب می‌شود. در تاریخ ۲۳ حمل احمد بهزاد همراه به همراه پروین درانی، فرشته احمدی و بشیر احمد تهینج عضویتشان به دلیل داشتن غیبت طولانی تعلیق شد. تعلیق عضویت وی در ۱ مرداد/اسد ۱۳۹۶ ملغی شد و وی دوباره توانست در پارلمان حضور پیدا کند.

### دوره هفدهم
احمد بهزاد در انتخابات مجلس ۱۳۹۷ از طرف مردم کابل خود را نامزد حضور در پارلمان هفدهم کرد.

## فعالیت‌های دیگر
- نایب دوم پارلمان افغانستان.
- عضو شورای عالی جنبش روشنایی.
- عضو موسسین انجمن دانش آموزان مهاجر افغانستان در شهر مشهد ایران.
- عضو موسسین انجمن ژورنالیستان شورای متخصصان هرات.
- مسئول امور سیاسی و فرهنگی دانشجویان افغان در آذربایجان.
- خبرنگار رادیوی اروپای آزاد (رادیو آزادی).[۷]